# Richard Senius
Richard Senius, eigentlich Richard Max Wilhelm Niewitz, (* 28. September 1876 in Berlin; † 2. November 1947 ebenda) war ein Sänger, Oberspielleiter, Theater- und Filmschauspieler.

## Leben
Senius spielte an Theatern in Frankfurt am Neuen Theater, in Hildesheim, Leipzig, Köln, Chemnitz, Zürich, Bernd und zuletzt von 1936 bis 1945 in Würzburg. Beim Film spielte er häufig unter der Regie von William Karfiol.
Im Oktober 1916 besang er in Berlin für Schallplatte „Grammophon“ zusammen mit Grete Freund und Paul Heidemann zwei Seiten mit Liedern aus der Rudolf-Nelson-Revue „Blaue Jungs“. Das Orchester dirigierte Bruno Seidler-Winkler.
Er starb in seiner Heimatstadt Berlin an einem Herzschlag.

## Filmografie (Auswahl)
- 1913: Aus eines Mannes Mädchenzeit
- 1917: Ein nasses Abenteuer
- 1917: Wer küßt mich?
- 1918: Amor in der Klemme
- 1918: Sein Badepuppchen
- 1918: So 'n kleiner Schwerenöter
- 1918: Peer Gynt
- 1919: Die Medaille der Republik
- 1919: Die Seebadnixe
- 1919: Die weiße Maus
- 1919: Ein toller Schwiegersohn
- 1919: Hoppla, Vater sieht 's ja nicht
- 1919: Kord Kamphues, der Richter von Coesfeld
- 1919: Krümelchens Reiseabenteuer
- 1919: Mein Neffe – der Herr Baron
- 1919: 'n doller Schwiegersohn
- 1919: Sie können bei mir schlafen
- 1920: Der Anti-Detektiv
- 1920: Die drei Rubine
- 1920: Hoheit auf der Walze
- 1920: Lo, die Kokotte
- 1921: Die Beichte einer Gefallenen
- 1921: Lepain, der König der Verbrecher
- 1922: O, du süßer Strolch
- 1933: Ganovenehre
- 1939: Im Namen des Volkes

## Tondokumente
Schallplatte “Grammophon”:
- 13 556 / 2-944.334 (mx. 18845 Lb) Wenn der Weihnachtsmann. Terzett aus der Revue “Blaue Jungs” (Rudolf Nelson - Hermann Frey). Grete Freund, Paul Heidemann und Richard Senius. Mit Orchester Bruno Seidler-Winkler. Aufgen. Berlin, Oktober 1916.
- 13 557 / 2-944.338 (mx. 18846 Lb) Frei soll auf allen Meeren. Quintett aus der Revue “Blaue Jungs” (Rudolf Nelson - Hermann Frey). Grete Freund, Paul Heidemann, Curt Busch, Grete Sellin und Richard Senius. Mit Orchester Bruno Seidler-Winkler. Aufgen. Berlin, Oktober 1916.